# Vasilij Vital'evič Šul'gin
Vasilij Vital'evič Šul'gin (in russo Василий Витальевич Шульгин?, in ucraino Василь Віталійович Шульгін?, Vasyl' Vitalijovyč Šul'gin; 13 gennaio 1878 – 15 febbraio 1976) è stato un politico russo, di simpatie monarchiche e affiliato al gruppo dei Bianchi.

## Biografia

### Anni giovanili
Vasily Šul'gin nacque a Kiev, in una famiglia nobile. Il padre, monarchico e editore di un giornale politico, morì quando il ragazzo aveva meno di un anno e sua madre morì di tubercolosi quattro anni dopo. Il ragazzo fu cresciuto dal suo patrigno, lo scienziato-economista Dmitry Pikhno, direttore del giornale “Kievlyanin” (era subentrato al padre di Vasily Šul'gin). Vasily sviluppò un rapporto caloroso e amichevole con il suo patrigno.
Studiò giurisprudenza all'Università di Kiev, restando fuori dalle numerose proteste studentesche, definite negativamente da lui stesso. Scrisse articoli anti-rivoluzionari sul giornale del padre facendosi ben presto notare negli ambienti monarchici e di centrodestra. Sebbene avesse opinioni antisemite, era contrario ai violenti pogrom che erano comuni a Kiev tra la fine del XIX e l'inizio del XX secolo. Più tardi, nel 1913, criticò il processo contro l'ebreo Menachem Mendel Bejlis (affare Bejlis), accusato di aver ucciso ritualmente un cristiano ortodosso ucraino, Andrej Juščinskij.

### Carriera politica
Vasily Šul'gin fu eletto alla Duma di Stato (parlamento) nel 1907 come candidato di centrodestra. Come membro della Duma, sostenne le riforme del primo ministro Pëtr Stolypin, ma anche le sue misure più controverse, come l'introduzione di leggi di emergenza e tribunali che applicavano la giustizia sommaria. Fu critico in seguito alla cessazione delle riforme del governo: a suo avviso, le riforme erano necessarie per la sopravvivenza della monarchia e dell'impero russo. 
Nel 1914 Vasily Šul'gin si arruolò nell'esercito allo scoppio della prima guerra mondiale, venendo a conoscenza delle pessime condizioni dell'esercito. 
Insieme ai membri del partito liberale Kadet, dell'ala sinistra del partito ottobrista, del partito progressista e di altri politici di centrodestra, Šul'gin formò il blocco progressista nel 1915. Il blocco progressista si oppose al governo, ma allo stesso tempo perseguì un corso "socialsciovinista" (cioè patriottico). Il Blocco ha anche spinto per riforme dell’esercito e migliori forniture alle unità militari.

### Rivoluzione russa
Šul'gin era contrario alla rivoluzione russa, ma era abbastanza disincantato da vedere che l'idea di una monarchia assoluta era diventata obsoleta. Il 14 marzo 1917, il comitato provvisorio della Duma di Stato, presieduto dal presidente della Duma, Mikhail Rodžanko, nominò Šul'gin e Alexander Guchkov inviati per recarsi dallo zar e ricevere lo strumento di abdicazione dello zar Nicola II.
Il 15 marzo 1917 Šul'gin e Guchkov arrivarono al treno imperiale. In uno dei carri lo zar consegnò lo strumento di abdicazione. Non abdicò in favore del figlio emofiliaco, lo zarevich Alessio, ma in favore di suo fratello minore, il relativamente liberale Gran Principe Michele. Con l'abdicazione in mano, i due signori tornarono a Pietrogrado. Quando arrivarono alla stazione, si era radunata una folla alla quale fu annunciata l'abdicazione di Šul'gin. Alla fine del discorso, Šul'gin ha pronunciato le parole: "Lunga vita allo zar Michele!". La folla ha reagito con rabbia e ha cercato di catturare Šul'gin e Guchkov. I due signori riuscirono a fuggire a bordo di un'automobile e si recarono ad un indirizzo segreto dove si trovavano il Gran Principe Michele, i membri del governo provvisorio Mikhail Rodžanko, Pavel Miliukov e il principe Georgij Lvov (il nuovo Primo Ministro) e il presidente del Soviet di Pietrogrado, Aleksandr Kerenskij. Durante un'accesa discussione, Šul'gin, Guchkov e Miliukov quasi costrinsero il Gran Principe Michele ad accettare il trono perché la monarchia era "l'unico elemento in grado di unificare la Russia". [2] Rodžanko, Kerenskij (un repubblicano) e il principe Lvov annunciarono che se Michele fosse salito al trono, non avrebbero potuto garantire la sicurezza del nuovo zar. Michele rinunciò al trono dopo essersi consultato con Rodzjanko e Lvov.
Šul'gin rimase presto deluso dal governo provvisorio, guidato prima dal principe Lvov e poi da Kerenskij. Šul'gin era fortemente a favore di un "governo forte" sotto un "uomo forte". Durante il movimentato affare Kornilov, sostenne il fallito tentativo di colpo di Stato del generale Lavr Kornilov. Dopo il fallito colpo di Stato e il crescente potere dei bolscevichi, che presto sarebbero saliti al potere durante la Rivoluzione d'Ottobre, Šul'gin partì per Kiev. Dopo la Rivoluzione d'Ottobre sostenne il movimento bianco.

### Emigrazione e ritorno in Unione Sovietica
Nel 1920 Šul'gin emigrò in Jugoslavia. Nel 1925/1926 visitò segretamente l'Unione Sovietica e studiò la Nuova Politica Economica (NEP). Ha scritto le sue scoperte nel libro Le tre capitali (russo: Три столицы). Durante la sua emigrazione rimase in contatto con i leader bianchi fino a quando cessò la sua attività politica nel 1937.
Dopo la liberazione della Jugoslavia da parte degli eserciti dell'Unione Sovietica (1944), Šul'gin fu arrestato e deportato in Unione Sovietica. In Unione Sovietica fu processato e condannato a 25 anni di prigione per "inimicizia verso il comunismo e lo Stato sovietico". Dopo dodici anni di prigione (nel 1956) è stato rilasciato grazie ad un'amnistia e da allora visse a Vladimir. Scrisse libri in cui accettava il comunismo in Russia perché i bolscevichi erano diventati devoti patrioti.
Nel 1965 fu intervistato come protagonista di un documentario sovietico sulla sua vita. Vasily Šul'gin morì a Vladimir all'inizio del 1976 all'età di 98 anni.